# Neoregelia maculata
Neoregelia maculata är en gräsväxtart som beskrevs av Lyman Bradford Smith. Neoregelia maculata ingår i släktet Neoregelia och familjen Bromeliaceae. Inga underarter finns listade i Catalogue of Life.